# Palaui labdarúgó-szövetség
A Palaui labdarúgó-szövetség (angolul: Palau Football Association [PFA]) az Palau nemzeti labdarúgó-szövetsége. 2002-ben alapították. A szövetség szervezi az Palaui labdarúgó-bajnokságot valamint a   Palaui labdarúgó-válogatottat. Székhelye Kororban található.

## A válogatott
Palau:
Mikronéziai játékok
- Ezüstérnes 1 alkalommal (2014)
- Bronzérmes: 2 alkalommal (1998,2018)